# Poeciloderrhis proxima
Poeciloderrhis proxima är en kackerlacksart som först beskrevs av Brunner von Wattenwyl 1865.  Poeciloderrhis proxima ingår i släktet Poeciloderrhis och familjen jättekackerlackor. Inga underarter finns listade i Catalogue of Life.